# Guido Tarlati
Guido Tarlati da Pietramala (Arezzo, ... – Arezzo, 21 ottobre 1327) è stato il sessantunesimo vescovo di Arezzo e signore della città.

## Biografia

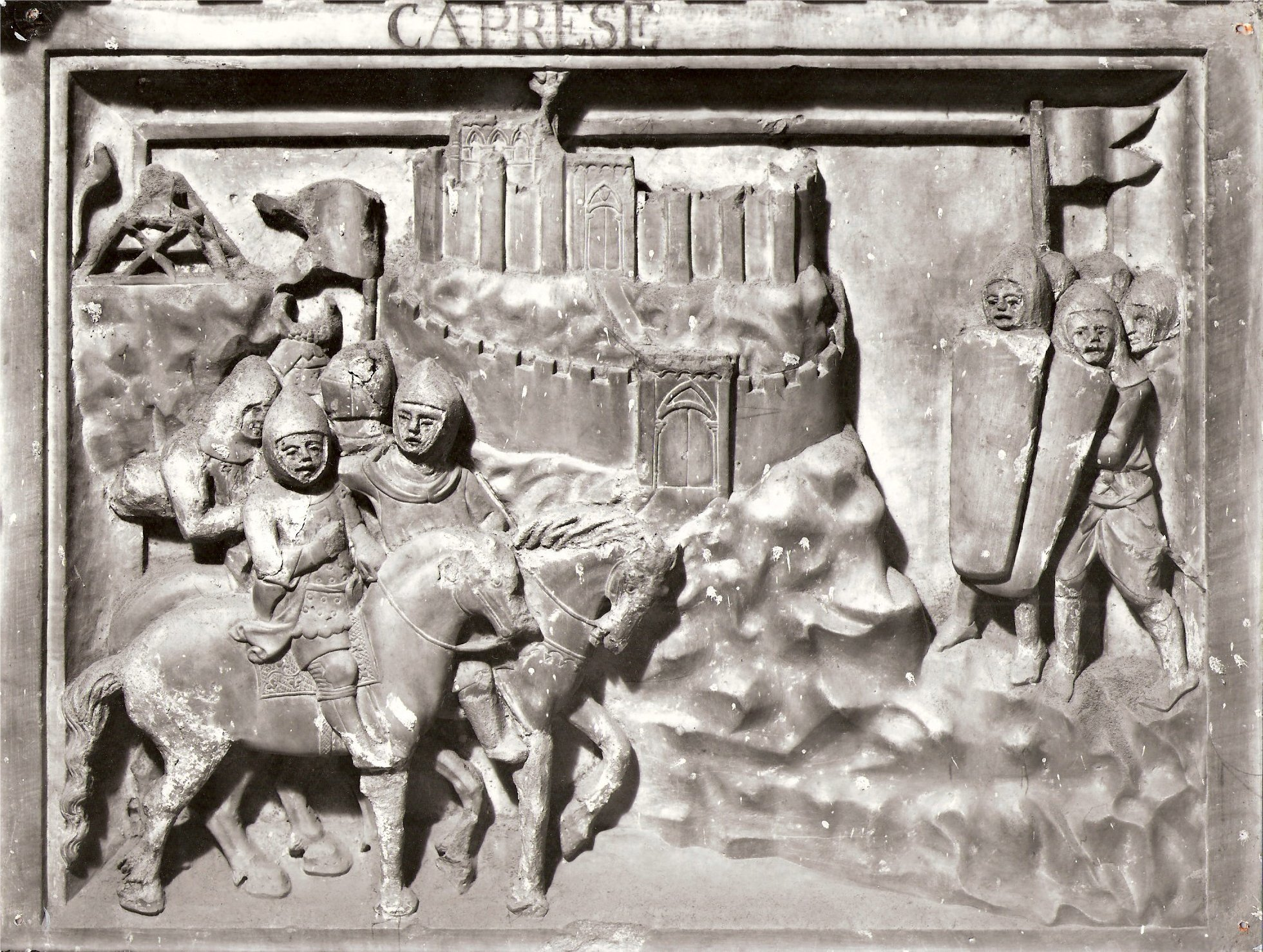
Tomba di Guido Tarlati nella Cattedrale di Arezzo

Proveniva dalla nobile famiglia ghibellina dei Tarlati da Pietramala ed era canonico della cattedrale quando fu eletto vescovo. Fu consacrato nel 1312 da papa Clemente V ad Avignone. Come vescovo incentivò le istituzioni monastiche e dette la sua autorizzazione al nuovo ordine degli Olivetani.
Nel 1321 fu nominato signore a vita di Arezzo. Cercò innanzitutto di ottenere la pacificazione interna della città fra guelfi e ghibellini. Sospese la politica di contrapposizione diretta con Siena e Firenze ma attuò una spregiudicata strategia per l'autonomia della città e, quindi, per l'indebolimento della posizione di Firenze. Infatti appoggiò sia Uguccione della Faggiola, signore di Pisa e Lucca, che riuscì a sconfiggere i fiorentini a Montecatini nel 1315 che Castruccio Castracani che li sconfisse ad Altopascio. Si contrappone anche alla famiglia dei conti Guidi di Romena, di parte guelfa, conquistandone numerosi castelli. Tra di essi si può ricordare la rocca di Caprese, capitolata nel 1324 dopo un lungo assedio.
Invece condusse direttamente una politica espansionistica nel fronte opposto: nel 1323, con l'aiuto di Francesco I Ordelaffi, signore di Forlì (di simpatie ghibelline, com'era tradizione per gli Ordelaffi), conquistò, ad esempio, Città di Castello. Questa attività militare verso est incontrò l'opposizione di papa Giovanni XXII che lo scomunicò e nominò un altro vescovo, Boso Ubertini, nel 1325. Guido Tarlati, tuttavia, non si sottomise al volere del papa e non fece entrare il nuovo vescovo in città. La sua signoria era talmente autorevole che un imperatore, Ludovico il Bavaro, volle ricevere dalle sue mani la corona ferrea, quasi fosse un papa.
Poco prima della morte chiese perdono al papa e si riconciliò con la Chiesa. Morì all'età di circa cinquanta anni. Venne sepolto nella Cattedrale di Arezzo, dove è situata la tomba di Guido Tarlati, commissionata dai fratelli Delfo e Pier Saccone agli scultori senesi Agostino di Giovanni e Agnolo di Ventura nel 1330.

## Genealogia episcopale
La genealogia episcopale è:
- Papa Clemente V
- Vescovo Guido Tarlati